# Higashi-ku (Kumamoto)
Higashi-ku (東区) er en af de fem ku'er i Kumamoto-præfekturet i Japan. I 2019 havde byen 188.546 indbyggere.

## Ekstern henvisning
- Wikimedia Commons har flere filer relateret til Higashi-ku (Kumamoto)

32°46′50″N 130°46′05″Ø / 32.7806°N 130.7681°Ø